# 誘導障害
誘導障害（ゆうどうしょうがい、英語: inductive interference）とは、送電線に流れる電流の電磁誘導や、送電線との静電誘導により、他の送電線や通信回線に電流が流れて人に危害を与えたり通信障害を引き起こしたりする現象である。

## 概要
近接した導体線の間には静電容量があり、一種のコンデンサになるため、一方の導体線に電荷があると、線が直接接続されていなくても電荷に誘導されてもう一方の導体線にも電荷の偏りが生じる。もう一方の導体に発生する電圧の大きさは、相互静電容量と導体線の電圧によって決定される。
また、一方の導体線の電流によって発生する変動磁界がもう一方の導体線と鎖交すると、電磁誘導によりもう一方の導体線に誘起電圧が発生する。この大きさは導体線間の相互インダクタンスと電流、平行路線長によって決定される。
このようにして発生した電圧は、本来電流が流れていないはずの場所で電流が流れて人に危害を与えたり、通信回線にノイズとなって影響を与えたりする。このため様々な手段によって対策が講じられると共に、規格で許容される誘導障害の値が制限されている。

## 静電誘導による誘導障害
静電誘導による誘導障害は、主に高圧送電線の下を通りかかった人が刺激を受けたり、付近の回線に異常電流が流れたりする形で現れる。このことから高圧送電線の直下では電界の強さが3kV/mを超えないように規制されている。また、通信線に対しては電圧60kV以下では12kmあたり2mA、60kV超では40kmあたり3mAを超えないことと規定されている。
対策としては、送電線の高さを高くして地上における電界の強さを一定値以下に抑えることが基本である。このため電圧が高い送電線ほど高い位置に設置される。また、送電線が2系統並んでいるところでは、双方の相配列を逆に並べる逆相配列が採用される。静電シールドのような適切な遮蔽や接地も有効である。

## 電磁誘導による誘導障害
三相交流で完全に平衡が取れている場合には電磁誘導による障害はほとんど発生しないが、地絡などの事故発生時や相間に不平衡がある場合、電流に高調波成分が含まれている場合には、近隣の通信回線などに電磁誘導により障害が発生する。このことから、送電線に落雷があるなどの地絡事故・相間短絡事故が発生した際には迅速にこれを検出して遮断器などにより除去が行われる。また負荷のバランスをとって零相電流ができるだけ流れないようにする。送電線の各相の位置が固定されていると不平衡になりがちであるので、一定間隔ごとに相の位置を入れ替える撚架（ねんが）を行う。通信回線の側では、高圧送電線とできるだけ距離を置いた配線を行うことや、遮蔽ケーブルや保安器の設置などの対策がある。

## 鉄道における誘導障害
鉄道では、直流電化の鉄道では変電所で、交流電化の鉄道では車上の整流器で交流を直流に変換する際や、インバータなどの制御器で電力変換を行う際に高調波のノイズが発生することが誘導障害の原因となっている。
日本で最初に鉄道による誘導障害が観測されたのは1925年（大正14年）の豊川鉄道の水銀整流器であり、フィルタの挿入などの対策が行われている。交流電化区間においては通信への障害を抑制するためにBT饋電方式やAT饋電方式などの饋電方式が工夫されている。
鉄道では信号保安システムや踏切制御システムへ与える影響が大きな問題である。信号保安システムや踏切制御システムは安全の根幹を支えており、仮に誘導障害によりこれらのシステムの動作が不具合を起こすと事故につながりかねない状況になる。
PWM制御が導入されるようになった頃から、制御装置から出る高調波のノイズが信号保安システムや踏切制御システムへ与える影響が問題化してきた。特に軌道回路が車両の位置を検知するために用いている信号電流にノイズが入って妨害されると、信号保安システムや踏切制御システムの誤動作を招く恐れがあり、軌道回路の信号電流周波数との関係を慎重に試験して対策を施す必要がある。車両側では制御器筐体の接地や遮蔽など、地上側ではHMCR装置（higher harmonic resonance suppressor with CR equipment）により特性インピーダンスに等しい抵抗で回路を短絡するといった対策が行われている。
このために新型車両は深夜などの営業時間外に入念な試運転を行ったうえで、営業運転に入ることが一般的である。
鉄道における電磁両立性（EMC）は、ヨーロッパ規格EN 50122シリーズをもとに制定された国際規格IEC 62236で基準が定められている。